# ترینداد، گویاس
ترینداد، گویاس (به پرتغالی: Trindade) یک شهرستان در برزیل است که در گوییاس واقع شده‌است.
این شهر بیشتر به‌دلیل برگزاری جشن‌های مذهبی در ماه ژوئیه معروف است.

## خصوصیات
ترینداد ۹۷٬۴۹۱ نفر جمعیت دارد.